# 克里尚鄉 (圖爾恰縣)
45°06′N 29°18′E / 45.100°N 29.300°E
克里尚鄉（羅馬尼亞語：Comuna Crișan, Tulcea），是羅馬尼亞的鄉份，位於該國東南部，由圖爾恰縣負責管轄，面積381平方公里，海拔高度2米，2002年人口1,321，人口密度每平方公里3人。